# Grand Prix d'Oran 2015
La 2e édition du Grand Prix d'Oran a eu lieu le 10 mars 2015. La course fait partie du calendrier UCI Africa Tour 2015 en catégorie 1.2.
L'épreuve a été remportée lors d'un sprint à sept par le Rwandais Janvier Hadi (Équipe nationale du Rwanda) qui s'impose respectivement devant l'Algérien Fayçal Hamza (Vélo Club Sovac) et l'Érythréen Amanuel Gebrezgabihier (Équipe nationale d'Érythrée).

## Présentation

### Équipes
Classé en catégorie 1.2 de l'UCI Africa Tour, le Grand Prix d'Oran est par conséquent ouvert aux équipes continentales professionnelles, aux équipes continentales, aux équipes nationales, aux équipes régionales et de clubs et aux équipes mixtes d'équipes africaines
Quatorze équipes participent à ce Grand Prix d'Oran - trois équipes continentales, quatre équipes nationales et sept équipes régionales et de clubs :
| Équipes continentales                     | Équipes continentales | Équipes continentales |
| Nom de l'équipe                           | Pays                  | Code                  |
| ----------------------------------------- | --------------------- | --------------------- |
| Groupement Sportif des Pétroliers Algérie | Algérie               | GSP                   |
| Start-Massi                               | Paraguay              | STF                   |
| Vélo Club Sovac                           | Algérie               | VCS                   |

| Équipes nationales          | Équipes nationales | Équipes nationales |
| Nom de l'équipe             | Pays               | Code               |
| --------------------------- | ------------------ | ------------------ |
| Équipe nationale d'Érythrée | Érythrée           | ERI                |
| Équipe nationale du Rwanda  | Rwanda             | RWA                |
| Équipe nationale de Syrie   | Syrie              | SYR                |
| Équipe nationale de Tunisie | Tunisie            | TUN                |

| Équipes régionales et de clubs     | Équipes régionales et de clubs | Équipes régionales et de clubs |
| Nom de l'équipe                    | Pays                           | Code                           |
| ---------------------------------- | ------------------------------ | ------------------------------ |
| Athletic Riadhi Sidi Daoud D'Abrar | Algérie                        | ARS                            |
| BC South East                      | Royaume-Uni                    | BCS                            |
| Cevital                            | Algérie                        | CEV                            |
| CT 2020                            | Belgique                       | CT2                            |
| Greens                             | Malte                          | TMG                            |
| Ooredoo                            | Algérie                        | OOR                            |
| ???                                | Algérie                        | ???                            |

## Classements

### Classement final
| Classement final | Classement final       | Classement final | Classement final                          | Classement final  |
|                  | Coureur                | Pays             | Équipe                                    | Temps             |
| ---------------- | ---------------------- | ---------------- | ----------------------------------------- | ----------------- |
| 1er              | Janvier Hadi           | Rwanda           | Équipe nationale du Rwanda                | en 3 h 7 min 34 s |
| 2e               | Fayçal Hamza           | Algérie          | Vélo Club Sovac                           | + 0 s             |
| 3e               | Amanuel Gebrezgabihier | Érythrée         | Équipe nationale d'Érythrée               | + 0 s             |
| 4e               | Abdelkader Belmokhtar  | Algérie          | Groupement Sportif des Pétroliers Algérie | + 0 s             |
| 5e               | Mouadh Bettira         | Algérie          | Équipe nationale d'Algérie                | + 0 s             |
| 6e               | Jean Bosco Nsengimana  | Rwanda           | Équipe nationale du Rwanda                | + 0 s             |
| 7e               | Khaled Abdenbi         | Algérie          | Cevital                                   | + 0 s             |
| 8e               | Mehari Tesfatsion      | Érythrée         | Équipe nationale d'Érythrée               | + 2 s             |
| 9e               | Marc Vilanova          | Espagne          | Start-Massi                               | + 2 s             |
| 10e              | David Clarke           | Royaume-Uni      | BC South East                             | + 2 s             |
| modifier         |                        |                  |                                           |                   |

### UCI Africa Tour
Ce Grand Prix d'Oran attribue des points pour l'UCI Africa Tour 2015, par équipes seulement aux coureurs des équipes continentales professionnelles et continentales, individuellement à tous les coureurs sauf ceux faisant partie d'une équipe ayant un label WorldTeam.
| Position,          | 1er | 2e | 3e | 4e | 5e | 6e | 7e | 8e |
| Classement général | 40  | 30 | 16 | 12 | 10 | 8  | 6  | 3  |